# Pseudo-Filo
Pseudo-Filo é o nome comumente usado para o autor desconhecido e anônimo de Antiguidades Bíblicas. Este texto também é conhecido hoje sob o título em latim Liber Antiquitatum Biblicarum (Livro de Antiguidades Bíblicas), um título que não é encontrado, por si só, nos manuscritos em latim das Antiguidades Bíblicas de Pseudo-Filo. As Antiguidades Bíblicas de Pseudo-Filo são preservadas hoje em 18 manuscritos em latim completos e 3 fragmentários, que datam entre os séculos XI e XV d.C. Além disso, partes do material paralelo das Antiguidades Bíblicas de Pseudo-Filo também foram encontradas nas Crônicas de Jerameel, uma composição hebraica do século XIV.
O texto em latim das Antiguidades Bíblicas de Pseudo-Filo circulou em algumas coleções latinas de escritos de Fílon de Alexandria. Os estudiosos há muito reconhecem o caráter pseudônimo do texto agora conhecido como Antiguidades Bíblicas de Pseudo-Filo. A principal a esse respeito é uma abordagem e uso das Escrituras Judaicas muito diferente da de Fílon de Alexandria. Por uma questão de conveniência e devido à falta de uma opção melhor, os estudiosos continuam a seguir o exemplo do estudioso do Filo, Leopold Cohn, ao chamar o autor de "Pseudo-Filo".